# Paralympiamontén
Paralympiamontén, tidigare känt som Olympiamontén är ett montélopp för varmblod som rids på Åbytravet i Mölndal varje år i april. Det går av stapeln samma tävlingsdag som Paralympiatravet. Loppet rids över 2 140 meter med autostart. Förstapris är 125 000 kronor (2018).
Första upplagan av Paralympiamontén, då med namnet Olympiamontén reds 2009. Premiärupplagan vanns av Derby Clipper, riden av Philippe Masschaele.

## Vinnare
| År   | Häst               | Ryttare             | Tränare                 | Odds  | Tid    |
| ---- | ------------------ | ------------------- | ----------------------- | ----- | ------ |
| 2023 | Boston Terrie      | Jonathan Carré      | Henk A.J. Grift         | 3,91  | 1.12,8 |
| 2022 | Boston Terrie      | Emilia Leo          | Henk A.J. Grift         | 8,14  | 1.11,6 |
| 2021 | Accord Marjacq     | Jonathan Carré      | Kevin Gondet            | 1,99  | 1.12,9 |
| 2020 | Volcan de Bellande | Jonathan Carré      | Henk A.J. Grift         | 6,85  | 1.12,6 |
| 2019 | Den Of Warlock     | Kristine Kvasnes    | Marcus Lindgren         | 29,03 | 1.13,3 |
| 2018 | Anna Mix           | Josefine Ivehag     | Sofia Aronsson          | 1,91  | 1.13,0 |
| 2017 | Hamras One More    | Åsa Svensson        | Mikael Selin            | 64,39 | 1.13,6 |
| 2016 | Nantucket          | Sofia Adolfsson     | Mercedes Balogh         | 4,39  | 1.13,3 |
| 2015 | Super G.           | Alexandre Abrivard  | Vincent Lacroix         | 12,56 | 1.13,3 |
| 2014 | Muskelmann G.T.    | Siv Emilie Lövvold  | Micael Ågren            | 2,29  | 1.13,9 |
| 2013 | Moon Dreamer       | Siv Emilie Lövvold  | Anders Wolden Lundström | 2,10  | 1.14,0 |
| 2012 | Hot Tub            | Åsa Svensson        | Marcus Öhman            | 1,63  | 1.13,7 |
| 2011 | Organdi d’Or       | Philippe Masschaele | Gilbert Masschaele      | 1,67  | 1.14,4 |
| 2010 | Lys Petteviniere   | Carina Sköld        | Henk A.J Grift          | 1,61  | 1.15,6 |
| 2009 | Derby Clipper      | Philippe Masschaele | Jan Hellstedt           | 3,47  | 1.13,9 |